# Shinmai Ossan Bōkensha, Saikyō Party ni Shinu Hodo Kitaerarete Muteki ni Naru
Shinmai Ossan Bōkensha, Saikyō Party ni Shinu Hodo Kitaerarete Muteki ni Naru (新米オッサン冒険者、最強パーティに死ぬほど鍛えられて無敵になる。?) es una serie de novelas ligeras de fantasía japonesa escrita por Kiraku Kishima e ilustrada por Tea. Comenzó a serializarse en línea en el sitio web de publicación de novelas generadas por usuarios Shōsetsuka ni Narō, y se trasladó al sitio web Kakuyomu en junio de 2018. Posteriormente fue adquirido por Hobby Japan, que ha publicado doce volúmenes desde diciembre de 2018 bajo su sello HJ Novels. 
Una adaptación a manga con arte de Ken Ogino se ha serializado en línea a través del sitio web Comic Fire de Hobby Japan desde noviembre de 2019 y se ha recopilado en ocho volúmenes de tankōbon. Una adaptación a serie de televisión de anime producida por Yumeta Company se emitió de julio a septiembre de 2024.

## Personajes
Rick Gladiator (リック・グラディアートル Rikku Guradiātoru?)
 Seiyū: Takuya Satō
Reanette Elfelt (リーネット・エルフェルト Rīnetto Eruferuto?)
 Seiyū: Saori Ōnishi
Broughston Ashorc (ブロンストン・アッシュオーク Buronsuton Asshuōku?)
 Seiyū: Kenta Miyake
Mizett Eldwarf (ミゼット・エルドワーフ Mizetto Erudowāfu?)
 Seiyū: Toshiyuki Toyonaga
Alicerette Draqul (アリスレート・ドラクル Arisurēto Dorakuru?)
 Seiyū: Misaki Kuno
Angelica Diarmuit (アンジェリカ・ディルムット Anjerika Dirumutto?)
 Seiyū: Shino Shimoji
Raster Diarmuit (ラスター・ディルムット Rasutā Dirumutto?)
 Seiyū: Ryōhei Kimura
Freed Diarmuit (フリード・ディルムット Furīdo Dirumutto?)
 Seiyū: Shinnosuke Tokudome
Linx Laulot (リンクス・ローロット Rinkusu Rōrotto?)
 Seiyū: Ryuuho Nagaoka
Kelvin Urwolf (ケルヴィン・ウルヴォルフ Keruvuin Uruvuorufu?)
 Seiyū: Katsuyuki Konishi
Alisa Granger (?)
 Seiyū: Katsuyuki Konishi

## Contenido de la obra

### Novela ligera
La novela fue escrito por Kiraku Kishima, Shinmai Ossan Bōkensha, Saikyō Party ni Shinu Hodo Kitaerarete Muteki ni Naru comenzó a serializarse como una novela web publicada en el sitio de publicación de novelas generada por usuarios Shōsetsuka ni Narō, antes de pasar al sitio web Kakuyomu el 1 de junio de 2018. Posteriormente fue adquirida por Hobby Japan, quien comenzó a publicarla como una novela ligera con ilustraciones de Tea bajo su sello HJ Novels el 22 de diciembre de 2018. A junio de 2023, se han publicado doce volúmenes.

### Manga
Una adaptación de manga ilustrada por Ken Ogino comenzó a publicarse en el sitio web de manga Comic Fire de Hobby Japan el 22 de noviembre de 2019. Sus capítulos se han recopilado en ocho volúmenes de tankōbon a septiembre de 2023.
El 14 de junio de 2023 Sekai Editorial quien edita la versión en Español lanzó el 1º volumen.

### Anime
Se anunció una adaptación al anime el 31 de marzo de 2023. Más tarde se reveló que era una serie de televisión producida por Yumeta Company y dirigida por Shin Katagai, con guiones escritos por Kasumi Tsuchida, diseños de personajes a cargo de Mari Eguchi y música compuesta por Tomotaka Ōsumi. La serie se emitió del 2 de julio al 24 de septiembre de 2024 en TV Tokyo y otras cadenas. El tema de apertura, "Arano ni Sake yo Bōkensha-tachi", es interpretado por Akira Kushida, mientras que el tema de cierre, "Sagashimono", es interpretado por Chiai Fujikawa. Crunchyroll obtuvo la licencia de la serie fuera de Asia. Muse Communication obtuvo la licencia de la serie en el sudeste asiático y el sur de Asia y la transmitirán en su canal de YouTube Muse Asia.